# Júpiter LIX
Júpiter LIX (designació provisional S/2017 J 1) és un satèl·lit natural exterior de Júpiter. La seva descoberta fou anunciada el 5 de juny de 2017 mitjançant la Minor Planet Electronic Circular del Minor Planet Center. Es creu que fa uns 2 km de diàmetre. Pertany al grup de Pasífae. Té una distància orbital mitjana de 23.547.105 km, amb una inclinació de 149,2 graus. El seu període és de 734,2 dies.